# Islas Cook en los Juegos del Pacífico de 2011

Bandera de las Islas Cook

Las Islas Cook compitieron en los Juegos del Pacífico de 2011 en Numea, Nueva Caledonia, entre el 27 de agosto y el 10 de septiembre de 2011. Al 28 de junio de 2011, las Islas Cook han incluido a 212 competidores.

## Atletismo
Las Islas Cook han clasificado a 2 atletas. 
Mujeres
- Patricia Taea
- Tereapii Tapoki

## Culturismo
Las Islas Cook han clasificado a 5 atletas. 
Hombres
- Teinaki Rasmussen
- Dean Teiho
- Okirua Jonathan Enoka
- Daniel Tupou Ahau
- Aaron Enoka

## Boxeo
Las Islas Cook han clasificado a 3 atletas. 
Hombres
- Rei Marcus Jack
- Etu Iorangi -</img> -75 kg
- Osolai Kolbe Akai

## Canotaje
Las Islas Cook han clasificado a 20 atletas. 
Hombres
- Joseph Nimarota Amo -</img> V1 15 km
- Manuel Tungane
- Roland Tamatoa Maru
- John Taulu
- Allister Webb
- George Andre Tutaka
- Tamati Iro
- Marona Mita

Mujeres
- Paulina Beddoes -</img> V6 20 km,</img> V6 500m
- Tara Cummings -</img> V6 20 km,</img> V6 500m
- Anne Patricia Fisher -</img> V6 20 km,</img> V6 500m
- Vaea Melvin -</img> V6 20 km,</img> V6 500m
- Tuangaru Jean Rimatuu -</img> V6 20 km,</img> V6 500m
- Emilene Teuila Taulu -</img> V6 500m
- Teokotai Cummings -</img> V6 20 km
- Myland Tungata Lane
- Tepori Elizabeth Tama
- Christine Joy Thomas
- Danielle Tungane Cochrane
- Joyce Fortes

## Fútbol americano
Las Islas Cook han clasificado a un equipo masculino y femenino. Cada equipo puede constar de un máximo de 21 atletas.
Hombres
- Tony Lloyd Jamieson
- John Pareanga
- Nathan Yomsaung Tisam
- Roger Tereapii Manuel
- Juan Quijano
- Allan Hans Boere
- Joseph Bryant Hamilton Ngauora
- Grover Zinedine Harmon
- Campbell mejor
- Nikorima Te Miha
- Taylor Andrew Marsters Saghabi
- Paul Branden Taura Turepu
- Nicolás Akavi Funnell
- Mii Tamariki Joseph
- Tahiri Elikana
- Geongsa Tuka Tisam
- Anonga Nardu Tisam
- Ngatokorua Elikana

Mujeres
- Tekura-O-Tane Tutai
- Courtney Napa
- Upokotea Diane Manuela
- Natasha Dean
- Elizabeth Poea Harmon
- Mamá Henry
- Leiana Shyann Temata
- Marissa Iroa
- Josephine Clark Turepu
- Jennifer Akavi
- Hurata Saramata Takai
- Louisa Manico
- Tepaeru Helen Toka
- Dayna Victoria Napa
- Mii Yvonne Piri
- Tekura Kaukura
- Marjorie Toru
- Aketuke Linade Unuka

## Golf
Las Islas Cook han clasificado a 8 atletas. 
Hombres
- Royle Brogan
- Sonny Teokotai Raemaki
- Kirk Tuaiti
- Daniel Webb

Mujeres
- Tania Karati
- Maria Kenning
- Tuaine Elaine Marsters
- Priscilla Elmay Viking -</img> Torneo individual

## Navegación
Las Islas Cook han clasificado a 6 atletas.  
- Peter Taua Elisa Henry -</img> Equipo Laser Masculino
- Gran Junior David Charlie Poiri -</img> Equipo Laser Masculino
- Tanus Keeanu Henry
- Aquila Tatira
- Helema William -</img> Mujeres láser,</img> Equipo Laser Femenino
- Teau Moana McKenzie -</img> Equipo de Mujeres Laser,</img> Mujeres Laser

## Squash
Las Islas Cook han clasificado a 7 atletas. 
Hombres
- Marlon Torres Manlangit -</img> Torneo por equipos
- Josia Taio -</img> Torneo por equipos
- Lyall Tom Marsters -</img> Torneo por equipos
- Tuakeu Tuakeu -</img> Torneo por equipos
- Manu Priest -</img> Torneo por equipos
- Ianis Boaza

Mujeres
- Christine Ina Hunter

## Rugby Sevens
Las Islas Cook han clasificado a un equipo femenino. Cada equipo puede estar formado por un máximo de 12 atletas. 
Mujeres
- Nooroa Maui
- Maggie Toka
- Jamie Kowhai Gotty
- Awhitia Pepe
- Princesa María Adams
- Margaret Teremoana
- Nareta Marsters
- Julie Ann Taripo
- Vanya Tou
- Teivanui Maui
- Vaine Ben
- Edith Micholas
- Monique Moeara

## Tenis
Las Islas Cook han clasificado a 2 atletas. 
Mujeres
- Davina Ashford
- Brittany Teei

## Triatlón
Las Islas Cook han clasificado a 1 atleta. 
Mujeres
- Rangi Apera

## Vóleibol

### Voleibol de playa
Las Islas Cook han clasificado a un equipo masculino y femenino. Cada equipo puede constar de un máximo de 2 miembros. 
Hombres
- Brendon Heath
- James Pori

Mujeres
- Tepori Rongokea
- Alanna Smith

## Levantamiento de pesas
Las Islas Cook han clasificado ha clasificado a 3 atletas.
Hombres
- Samuel Jr. Pera
- Sirla Pera

Mujeres
- Luisa Peters